# Yuan Longping
Yuan Longping (chinois : 袁隆平 ; pinyin : yuán lóngpíng), né à Pékin le 7 septembre 1930 et mort à Changsha le 22 mai 2021, est un professeur et agronome chinois de l'université agronomique de Changsha (Hunan) spécialisé dans la culture du riz. Il est également directeur-général du Centre national chinois de recherche et développement du riz hybride.
En 2004, il reçoit le prix Wolf (agriculture).
Il a également reçu le prix scientifique Mahathir 2011, remis par l'ancien Premier ministre malaisien Mahathir Mohamad,.

## Biographie

### Enfance
Alors qu'il est tout jeune, sa famille ne mange plus à sa faim pendant plusieurs années. C'est probablement cette expérience traumatisante qui a orienté ses recherches vers la culture du riz.

### Études
Yuan Longping commence l'école primaire à Hankou, aujourd'hui arrondissement de Wuhan, dans la province du Hubei, puis dans le xian de Li, province du Hunan, et enfin à Chongqing dans le vaste centre scolaire de Longmen (chinois : 龙门浩中心小学) et continue ses études secondaires dans différentes écoles de Chongqing.
Il rentre ensuite à l'Université nationale centrale (aujourd'hui école supérieure affiliée à l'école normale de Nankin (zh)) où il étudie la biologie. En 1949, il reprend le second cycle du secondaire à Chongqing et en août de la même année, il entre au campus Xianghui de Chongqing (重庆相辉学院, aujourd'hui université du Sud-Ouest) pour y étudier l'agronomie.
En 1953, Yuan Longping termine ses études universitaires en étudiant de nouveau la biologie. Il arrive à Huaihua (Hunan), où il enseigne à l'école d'agriculture d'Anjiang (安江农校, aujourd'hui fusionné avec l'école d'éléctro-mécanique et des travaux de Huaihua, pour devenir, Campus professionnel et technique de Huaihua (zh), 怀化职业技术学院). En 1960, débute la grande famine de Chine.

## Le riz hybride
Cette spécialisation lui a valu le surnom du « maître du riz ». Le but de ces études est de créer un nouveau riz, le « riz hybride » qui doit permettre une plus grande production de riz à l'hectare, le but étant de parvenir à subvenir aux besoins de la Chine voire du monde entier mais en particulier des pays en développement. Ses recherches lui ont valu l'obtention de plusieurs prix, et même s'il n'est pas encore très connu en Occident, il est devenu, en Chine, un personnage incontournable.
Une méthode couramment utilisée pour créer de nouvelles variétés améliorées de plantes cultivées est de tirer parti de la vigueur hybride (effet d'hétérosis) de plantes issues du croisement de lignées pures en première génération (hybrides F1). Cependant dans le cas du riz, qui est une plante autogame (plante se reproduisant par auto-pollinisation), cette méthode d'amélioration n'était pas envisageable.
Yuan Longping et son équipe ont résolu ce problème avec la découverte d'un gène de stérilité mâle chez une espèce de riz sauvage, gène qui a pu être transféré chez le riz cultivé et ainsi permettre le croisement entre lignées pures.
Ce fut chose faite dans les années 1970. Aujourd'hui, le riz hybride est toujours cultivé, il en existe d'ailleurs plusieurs déclinaisons (résistant à la sécheresse, aux inondations, etc.). Ses recherches ont ensuite porté sur un riz encore plus dense afin d'augmenter une fois encore les récoltes.